# Livio Borghese
Livio Borghese, XI principe di Sulmona (Frascati, 13 agosto 1874 – Atene, 26 novembre 1939), è stato un nobile e diplomatico italiano.

## Biografia

### Infanzia
Figlio di Paolo Borghese, IX principe di Sulmona e di sua moglie, la contessa Ilona Appony de Nagy-Appony; fratello minore del più noto principe Scipione Borghese, pilota automobilistico e deputato. 

### Matrimonio
Si sposò a Smirne con Valeria Keun (1880-1956), da cui ebbe Flavio (n. 1902), XII principe di Sulmona, Junio Valerio (n. 1906), Livia Valeria Nuelian Camilla Rodolfa Maria (n. 1908) e Virginio Borghese (n. 1911). I coniugi si separarono tre mesi dopo la nascita del loro quarto figlio.

### Carriera diplomatica
Svolse incarichi diplomatici prevalentemente nell'allora Impero ottomano, in Cina e in importanti capitali europee. Fu attivo, con il grado di ministro plenipotenziario, tra la fine del XIX secolo e la data della sua morte (1939).
Fece parte della Commissione interalleata sulla regolarità del Plebiscito della Carinzia (1920) che assegnò la regione alla Prima Repubblica austriaca.

### Morte
Morì a seguito di malattia contratta in servizio durante un'ispezione sui Dardanelli per controllare il rispetto dei trattati sul transito marittimo dello stretto.

## Discendenza
Livio Borghese e la nobildonna olandese-greca Valeria Keun ebbero:
- Flavio Borghese, XII principe di Sulmona (1902-1980), sposò Angela Paternò, VII principessa di Sperlinga dei Manganelli
- Junio Valerio (1906-1974), sposò la contessa Daria Olsuffiev
- Livia (1908-1975), sposò Theodor Scortescu, ministro plenipotenziario rumeno presso la Santa Sede
- Virginio (1911-1965), sposò la principessa Giulia Torlonia

## Ascendenza
|                                                  |                             |                                                          | Genitori                                                     |  |  | Nonni |  |  | Bisnonni                                    |  |  | Trisnonni                                      |  |
|                                                  |                             |                                                          |                                                              |  |  |       |  |  | Francesco Borghese, VII principe di Sulmona |  |  | Marcantonio IV Borghese, V principe di Sulmona |  |
|                                                  |                             |                                                          |                                                              |  |  |       |  |  | Francesco Borghese, VII principe di Sulmona |  |  | Marcantonio IV Borghese, V principe di Sulmona |  |
|                                                  |                             | Anna Maria Salviati, VII duchessa di Giuliano            |                                                              |  |  |       |  |  | Francesco Borghese, VII principe di Sulmona |  |  |                                                |  |
| Marcantonio V Borghese, VIII principe di Sulmona |                             |                                                          |                                                              |  |  |       |  |  | Francesco Borghese, VII principe di Sulmona |  |  |                                                |  |
|                                                  |                             | Adele de La Rochefoucauld                                | Alexandre François de La Rochefoucauld, III duca di Estissac |  |  |       |  |  |                                             |  |  |                                                |  |
|                                                  |                             | Adele de La Rochefoucauld                                | Alexandre François de La Rochefoucauld, III duca di Estissac |  |  |       |  |  |                                             |  |  |                                                |  |
|                                                  |                             | Adele de La Rochefoucauld                                | Adelaide Marie Françoise Pyvart de Chastullé                 |  |  |       |  |  |                                             |  |  |                                                |  |
| Paolo Borghese, IX principe di Sulmona           |                             | Adele de La Rochefoucauld                                |                                                              |  |  |       |  |  |                                             |  |  |                                                |  |
|                                                  |                             | Alexandre-Jules de La Rochefoucauld, IV duca di Estissac | Alexandre François de La Rochefoucauld, III duca di Estissac |  |  |       |  |  |                                             |  |  |                                                |  |
|                                                  |                             | Alexandre-Jules de La Rochefoucauld, IV duca di Estissac | Alexandre François de La Rochefoucauld, III duca di Estissac |  |  |       |  |  |                                             |  |  |                                                |  |
|                                                  |                             | Alexandre-Jules de La Rochefoucauld, IV duca di Estissac | Adelaide Marie Françoise Pyvart de Chastullé                 |  |  |       |  |  |                                             |  |  |                                                |  |
| Thérèse de La Rochefoucauld                      |                             | Alexandre-Jules de La Rochefoucauld, IV duca di Estissac |                                                              |  |  |       |  |  |                                             |  |  |                                                |  |
|                                                  |                             | Hélène-Charlotte Pauline Dessolle                        | Jean-Joseph Dessolle, marchese Dessolle                      |  |  |       |  |  |                                             |  |  |                                                |  |
|                                                  |                             | Hélène-Charlotte Pauline Dessolle                        | Jean-Joseph Dessolle, marchese Dessolle                      |  |  |       |  |  |                                             |  |  |                                                |  |
|                                                  |                             | Hélène-Charlotte Pauline Dessolle                        | Anne Picot de Dampierre                                      |  |  |       |  |  |                                             |  |  |                                                |  |
| Livio Borghese, XI principe di Sulmona           |                             | Hélène-Charlotte Pauline Dessolle                        |                                                              |  |  |       |  |  |                                             |  |  |                                                |  |
|                                                  | Antal Appony de Nagy-Appony | Antal György Apponyi de Nagy-Appony                      |                                                              |  |  |       |  |  |                                             |  |  |                                                |  |
|                                                  | Antal Appony de Nagy-Appony | Antal György Apponyi de Nagy-Appony                      |                                                              |  |  |       |  |  |                                             |  |  |                                                |  |
|                                                  | Antal Appony de Nagy-Appony | Maria Carolina Anna von Lodron-Laterano Castelromano     |                                                              |  |  |       |  |  |                                             |  |  |                                                |  |
| Rudolf Appony de Nagy-Appony                     | Antal Appony de Nagy-Appony |                                                          |                                                              |  |  |       |  |  |                                             |  |  |                                                |  |
|                                                  |                             | Maria Teresa de Nogarola                                 | Joseph Dinadan de Nogarola                                   |  |  |       |  |  |                                             |  |  |                                                |  |
|                                                  |                             | Maria Teresa de Nogarola                                 | Joseph Dinadan de Nogarola                                   |  |  |       |  |  |                                             |  |  |                                                |  |
|                                                  |                             | Maria Teresa de Nogarola                                 | Madeleine von Lerchenfeld-Siessbach-Prennberg                |  |  |       |  |  |                                             |  |  |                                                |  |
| Ilona Appony de Nagy-Appony                      |                             | Maria Teresa de Nogarola                                 |                                                              |  |  |       |  |  |                                             |  |  |                                                |  |
|                                                  |                             | Alexander von Benckendorff                               | Christoph von Benckendorff                                   |  |  |       |  |  |                                             |  |  |                                                |  |
|                                                  |                             | Alexander von Benckendorff                               | Christoph von Benckendorff                                   |  |  |       |  |  |                                             |  |  |                                                |  |
|                                                  |                             | Alexander von Benckendorff                               | Anna Juliane Schilling von Canstadt                          |  |  |       |  |  |                                             |  |  |                                                |  |
| Anna von Beckendorff                             |                             | Alexander von Benckendorff                               |                                                              |  |  |       |  |  |                                             |  |  |                                                |  |
|                                                  |                             | Elisabeth von Donetz-Sascharshewski                      | Andreas von Donetz-Sascharshewski                            |  |  |       |  |  |                                             |  |  |                                                |  |
|                                                  |                             | Elisabeth von Donetz-Sascharshewski                      | Andreas von Donetz-Sascharshewski                            |  |  |       |  |  |                                             |  |  |                                                |  |
|                                                  |                             | Elisabeth von Donetz-Sascharshewski                      | Ekaterina Norova                                             |  |  |       |  |  |                                             |  |  |                                                |  |
|                                                  |                             | Elisabeth von Donetz-Sascharshewski                      |                                                              |  |  |       |  |  |                                             |  |  |                                                |  |